# Heterohyus
Heterohyus – rodzaj wymarłego ssaka z rodziny Apatemyidae. Żył od wczesnego do późnego eocenu.